# Пехоровське провалля
Пехоровське провалля (рос. Пехоровский Провал) — печера в Архангельській області, на Біломорсько-Кулойському плато європейської півночі Росії. Карстова печера комплексного (горизонтального и вертикального) типу простягання. Загальна протяжність — 2260 м. Глибина печери становить 35 м. Категорія складності проходження ходів печери — 2Б.